# Tamás Grúz
Tamás Grúz (ur. 8 listopada 1985 w Salgótarján) – węgierski piłkarz, występujący na pozycji obrońcy.